# Fréjus
Fréjus (en occitano Frejús) es una localidad francesa del departamento de Var, en la región de Provenza-Alpes-Costa Azul. Situada al sur de la cordillera del Estérel, en la confluencia y desembocadura común de los ríos Argens y Reyran, en el Mediterráneo, es la localidad más poblada de la parte oriental del departamento, al formar parte de la aglomeración urbana conjunta de Fréjus-Saint-Raphaël.

## Demografía
| 2 400 | 2 229 | 1 943 | 2 306 | 3 062 | 3 041 | 3 132 | 2 665 | 2 727 | 2 878 | 3 050 | 3 052 | 3 478 | 3 135 | 3 540 | 3 139 | 3 510 | 4 156 | 4 190 | 4 022 | 9 451 | 9 091 | 9 676 | 9 441 | 12 907 | 13 452 | 16 953 | 23 629 | 28 851 | 31 662 | 41 486 | 46 801 | 52 436 |
| Para los censos de 1962 a 1999 la población legal corresponde a la población sin duplicidades (Fuente: INSEE [Consultar]) |       |       |       |       |       |       |       |       |       |       |       |       |       |       |       |       |       |       |       |       |       |       |       |        |        |        |        |        |        |        |        |        |

## Historia

### Forum Iulii

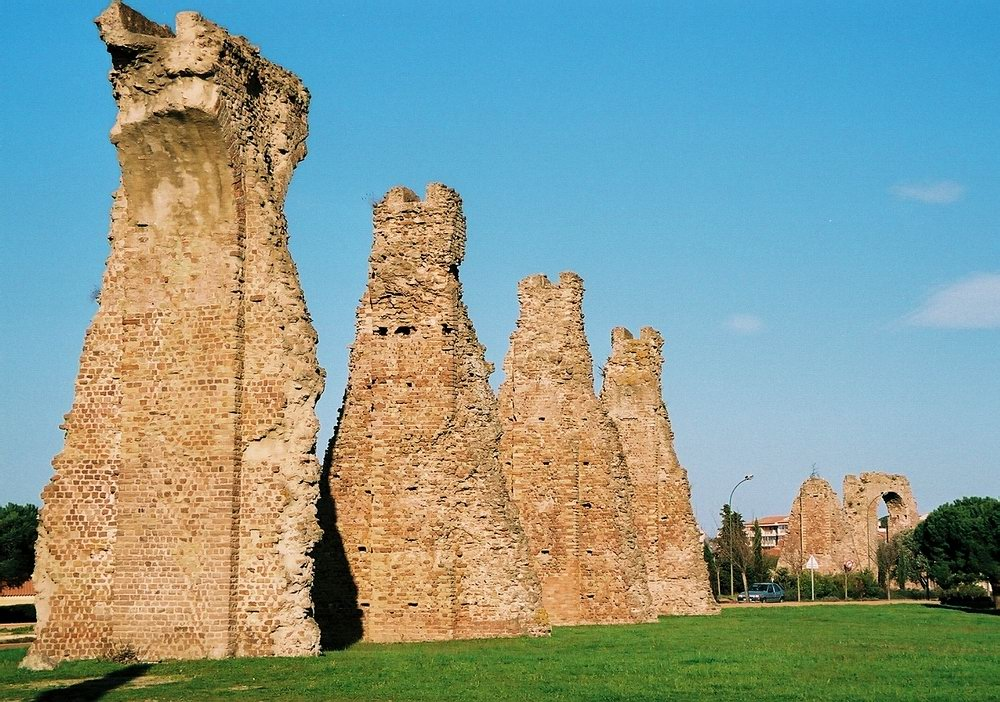
Ruinas del acueducto romano de Fréjus.

Durante la Antigua Roma, la ciudad era conocida como Forum Iulii tal y como atestigua la correspondencia Plancus y Cicerón datada en el 43 a. C. El puerto de Forum Iulii acogería las galeras de Marco Antonio tomadas por Octavio tras la batalla de Actium en el 31 a. C. Poco después, a partir del 29 a. C., la ciudad se convierte en colonia y es poblada con veteranos de la legio VIII. Con Augusto, la ciudad toma el título de Forum Iulii Octavanorum colonia, quae Pacensis appellatur et Classica tal como cita Plinio el Viejo y se desarrolla en torno a la actividad económica generada por ser una de las bases militares de la flota romana del Mediterráneo. De la época de Tiberio y posterior, datan la mayoría de los edificios y equipamientos que han logrado sobrevivir hasta la época contemporánea como el Anfiteatro de Fréjus, el acueducto, el faro, las termas o el teatro. 
Gnaeus Julius Agricola (40-93) que nació en Forum Julii, completó la conquista romana de Britannia. Siendo suegro del historiador Cornelius Tacitus, este le dedicó una biografía donde se evoca el carácter de antigua e ilustre colonia de Forum Julii.
Tras la descomposición del imperio y durante la Edad Media la ciudad sufrió un declive progresivo a pesar de los esfuerzos de los obispos y dirigentes de la ciudad desde la fundación del episcopado hacia finales del siglo IV. Un ataque de piratas del norte de África destruyó la reconstrucción de la ciudad en el 1475.
Durante la primera mitad del siglo XVI, la ciudad fue tomada por Carlos I de España en sus guerras con Francisco I de Francia y bautizada como Charleville, concediéndole el título de condado.
Durante las Guerras de Religión de Francia, de 1561 a 1563, la villa fue escenario de la persecución y ejecución de ciudadanos de creencia protestante. En 1566, el barón René de Savoya fue muerto junto a 35 de sus caballeros como resultado de una emboscada al grito de muerte a los hugonotes a la salida de la ciudad, a pesar de la palabra del gobernador Gaspard de Villeneuve, baron des Arcs, que había negociado su retirada sin armas a cambio de proteger sus vidas.
En 1586, el perímetro de las murallas de la villa fue ampliado y destacado una tropa de gascones a servicio del rey de Francia. Los habitantes descontentos recurrieron al líder protestante Germain Gaston de Foy, marqués de Trans, quien con sus tropas mataron a toda la guarnición real en 1588. Tras ser proclamado conde de Provenza, Carlos Manuel I de Saboya atacó la ciudad en octubre de 1590.
La ciudad sufrió la Catástrofe de la presa de Malpasset, que fue una presa de arco del río Reyran, construido aproximadamente 7 km al norte de Fréjus. Se derrumbó el 2 de diciembre de 1959, matando a 421 personas en las inundaciones resultantes.

## Ciudades hermanadas
- Fredericksburg (Virginia),  Estados Unidos
- Triberg,  Alemania
- Dumbéa,  Francia
- Paula,  Italia
- Tabarka,  Túnez